# Ann Grim
Ann Grim est une artiste contemporaine française. 

## Biographie
Elle travaille en France,.
Ann Grim s’exprime à travers des médias pluridisciplinaires (peinture, sculpture, installation et vidéo) pour questionner les futurs possibles,.
Produites à partir de bois brûlé, de cordons, de métaux mariés, de mâchoires de requins associés à l’emploi des mots, ses œuvres questionnent la place de la conscience dans les sociétés à venir au sein desquelles l’intelligence artificielle prend de plus en plus de poids,.